# فرمان (خودرو)

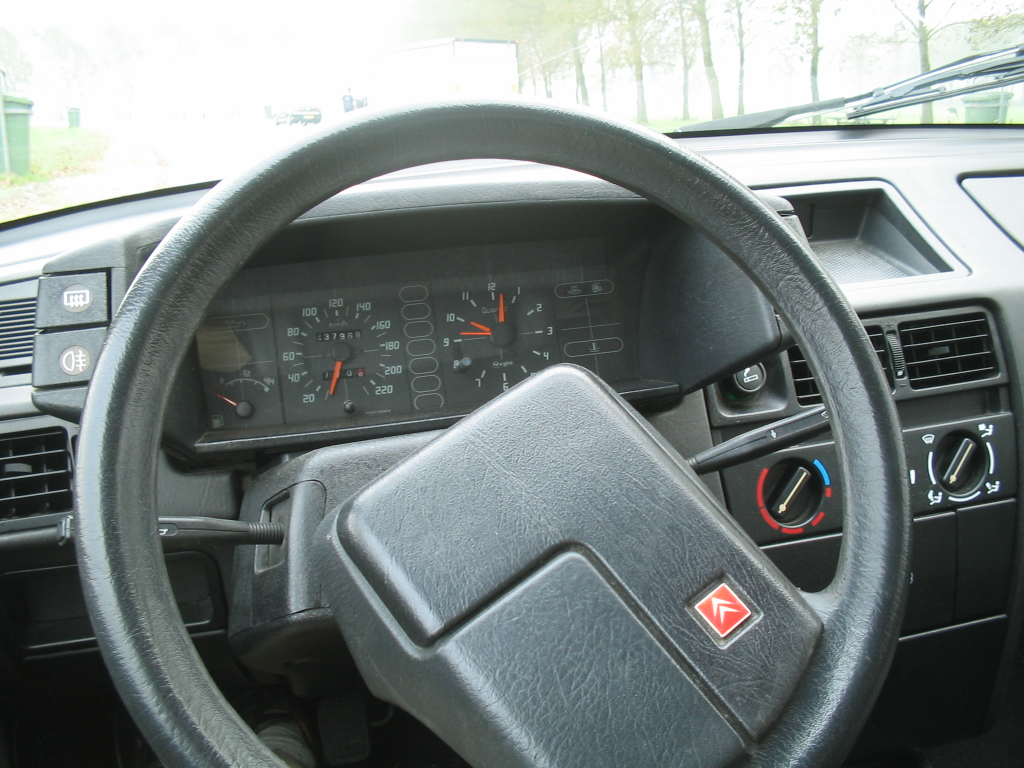
فرمان خودرو

هنگامی که راننده غربیلک فرمان یا چرخ فرمان (به انگلیسی: Steering wheel) خودرو را به چپ یا راست می‌چرخاند این حرکت به وسیله پیچ بی‌انتهایی که در انتهای میل فرمان است دنده را حول محورش به راست یا چپ بسته به گردش چرخ فرمان می‌گرداند.
محور این دنده به وسیله اهرم‌های مختلف به چرخ‌های جلو که چرخ‌های هدایت خودرو هستند حرکات سمتی می‌دهند.
حساسیت فرمان در خودرو نهایت اهمیت را داشته، راننده بایستی به روغن‌کاری اهرم‌ های فرمان و مرتب بودن آن‌ها توجه داشته باشد.
امروزه ايربگ که محافظ راننده به هنگام تصادف هستند نیز در درون فرمان جاسازی می‌شوند. همچنین کلیدهای هشدار دهنده و برخی تنظیمات صوتی و هدایتی خودرو بر روی فرمان نصب می‌گردد. در سیستم‌های فرمان هیدرولیک به‌جای اهرم‌ها و میله مارپیچ از پمپ هیدرولیک و جک‌های هیدرولیک استفاده می‌شود که ضریب امنیت و دقت را به‌طور چشمگیری بالا برده‌است. همچنین اهرم‌های تعویض دنده نیز در برخی خودردهای جدید بر روی فرمان نصب می‌شود.
همچنین در نسل جدید خودروها علاوه بر سامانه هیدرولیکی یک سامانه برقی (EPS) نیز به آن اضافه شده‌است که شامل یک موتور برقی است و چرخاندن فرمان به وسیله راننده را سهولت می‌بخشد و به این شیوه عمل می‌کند که مانور فرمان به دست راننده موتور برقی را به کار انداخته و موتور نیز سیستم هیدرولیک را تحریک می‌کند و چرخ‌ها تغییر جهت می‌دهند.